# دیتر باست
دیتر باست (انگلیسی: Dieter Bast؛ زادهٔ ۲۸ اوت ۱۹۵۱) بازیکن فوتبال اهل آلمان است.
از باشگاه‌هایی که در آن بازی کرده‌است می‌توان به باشگاه فوتبال بوخوم، باشگاه فوتبال بایر ۰۴ لورکوزن، و باشگاه فوتبال روت‌وایس اسن اشاره کرد.
وی همچنین در تیم‌های ملی فوتبال زیر ۲۱ سال آلمان، West Germany national football B team، و زیر ۲۳ سال آلمان بازی کرده‌است.